# Иска (приток Тобола)
Иска — река в России, протекает в Тюменской области. Устье реки находится в 184 км по левому берегу Тобола. Длина Иски — 210 км, площадь водосборного бассейна — 2800 км².

## Притоки
- 86 км: река без названия (лв)
- Кыртымка (озеро Кыртымское) (лв)
- 165 км: Амбаш (пр)
- 166 км: Шайтанка (пр)
- 171 км: Болтан (пр)
- Морозка (лв)
- 203 км: Вязовка (лв)

## Данные водного реестра
По данным государственного водного реестра России относится к Иртышскому бассейновому округу, водохозяйственный участок реки — Тобол от впадения реки Исеть и до устья, без рек Тура, Тавда, речной подбассейн реки — Тобол. Речной бассейн реки — Иртыш.
Код объекта в государственном водном реестре — 14010502612111200008474.